# Calytrix rupestris
Calytrix rupestris är en myrtenväxtart som beskrevs av Lyndley Alan Craven. Calytrix rupestris ingår i släktet Calytrix och familjen myrtenväxter. Inga underarter finns listade i Catalogue of Life.